# Qualificazioni al campionato mondiale di calcio 2018 - OFC
Il formato della OFC Nations Cup (Coppa delle nazioni oceaniane), che corrisponde anche ai primi due turni di qualificazione ai mondiali di calcio 2018, è stato approvato il 20 ottobre 2014.

## Regolamento
Le qualificazioni OFC al campionato mondiale di calcio 2018 decidono la squadra oceaniana che deve affrontare il Play-off Intercontinentale per qualificarsi alla fase finale del mondiale. Le qualificazioni della federazione dell'Oceania si svolgono in tre turni:
- Stage 1 Qualifiers: le ultime 4 squadre del ranking continentale e per meriti sportivi si affrontano in un girone con partite di sola andata e la squadra prima classificata passa al turno successivo.
- OFC Nations Cup: la squadra qualificata si aggiunge alle prime sette squadre del ranking continentale e per meriti sportivi. Le otto nazionali vengono suddivise in due gruppi da quattro squadre ciascuno che si affrontano in partite di sola andata. Le prime due squadre di ogni gruppo si affrontano nelle semifinali ad eliminazione diretta in gara unica, le due vincitrici si sfidano poi nella finale sempre in gara unica dove la vincitrice, oltre a trionfare nel torneo continentale, si qualifica alla FIFA Confederations Cup 2017. Per le qualificazioni alla fase finale del mondiale, invece, le prime tre squadre classificate di ogni gruppo avanzano al turno successivo.
- Stage 3 Qualifiers: le sei squadre qualificate vengono suddivise in due gironi da tre squadre ciascuno che si affrontano in gare di andata e ritorno. Le squadre prime classificate dei due gironi danno vita ad una sfida ad eliminazione diretta con partite di andata e ritorno e la squadra vincitrice disputa il Play-off intercontinentale, sempre ad eliminazione diretta e sempre con partite di andata e ritorno, contro una squadra della federazione sudamericana (CONMEBOL). La squadra vincitrice si qualifica alla fase finale del mondiale.

## Stage 1 Qualifiers
È il turno preliminare di qualificazione alla Coppa delle nazioni oceaniane (OFC Nations Cup) che corrisponde al primo turno di qualificazione alla fase finale del mondiale 2018 e consiste in un gruppo formato dalle ultime quattro squadre del ranking continentale e per meriti sportivi che si affrontano in partite di sola andata. La squadra prima classificata si qualifica alla OFC Nations Cup che corrisponde al secondo turno delle qualificazioni alla fase finale del mondiale.

### Squadre partecipanti
La posizione nel ranking FIFA al momento del sorteggio è indicato tra parentesi
| - Samoa (196) - Tonga (197) - Samoa Americane (201) - Isole Cook (207) |

### Classifica
| Squadra         | Pt | G | V | N | P | GF | GS | DR |
| --------------- | -- | - | - | - | - | -- | -- | -- |
| Samoa           | 6  | 3 | 2 | 0 | 1 | 6  | 3  | +3 |
| Samoa Americane | 6  | 3 | 2 | 0 | 1 | 6  | 4  | +2 |
| Isole Cook      | 6  | 3 | 2 | 0 | 1 | 4  | 2  | +2 |
| Tonga           | 0  | 3 | 0 | 0 | 3 | 1  | 8  | -7 |

|                 | Samoa (bandiera) | Tonga (bandiera) | Samoa Americane (bandiera) | Isole Cook (bandiera) |
| --------------- | ---------------- | ---------------- | -------------------------- | --------------------- |
| Samoa           | –                | 3 - 0            | 3 - 2                      | 0 - 1                 |
| Tonga           | –                | –                | 1 - 2                      | 0 - 3                 |
| Samoa Americane | –                | –                | –                          | 2 - 0                 |
| Isole Cook      | –                | –                | –                          | –                     |

## OFC Nations Cup
La squadra vincente del turno precedente raggiunge le sette squadre che, per effetto della migliore posizione nel ranking continentale e per meriti sportivi, hanno già conquistato il diritto di partecipare alla Coppa delle nazioni oceaniane 2016 che corrisponde anche al secondo turno delle qualificazioni alla fase finale del mondiale. Per la vittoria del torneo continentale le prime due squadre classificate di ogni gruppo disputano semifinali e finale, tutte in gara unica, e la vincitrice della OFC Nations Cup ottiene il diritto a partecipare alla FIFA Confederations Cup 2017. Invece, per le qualificazioni alla fase finale del mondiale, le prime tre squadre classificate di ogni gruppo si qualificano al turno successivo.

### Squadre partecipanti
La posizione nel ranking FIFA al momento del sorteggio è indicato tra parentesi
| - Nuova Zelanda (136) - Nuova Caledonia (167) - Tahiti (188) - Isole Salomone (191) - Vanuatu (197) - Figi (199) - Papua Nuova Guinea (202) - Samoa (196) vincitrice del turno di qualificazione |

### Gironi
Sono stati formati due gruppi composti da quattro squadre ciascuno che si affrontano in partite di sola andata. Per le qualificazioni alla fase finale del mondiale le prime tre squadre classificate di ogni gruppo si qualificano al turno successivo.

#### Gruppo A
| Squadra            | Pt | G | V | N | P | GF | GS | DR  |
| ------------------ | -- | - | - | - | - | -- | -- | --- |
| Papua Nuova Guinea | 5  | 3 | 1 | 2 | 0 | 11 | 3  | +8  |
| Nuova Caledonia    | 5  | 3 | 1 | 2 | 0 | 9  | 2  | +7  |
| Tahiti             | 5  | 3 | 1 | 2 | 0 | 7  | 3  | +4  |
| Samoa              | 0  | 3 | 0 | 0 | 3 | 0  | 19 | -19 |

|                    | Tahiti (bandiera) | Nuova Caledonia (bandiera) | Samoa (bandiera) | Papua Nuova Guinea (bandiera) |
| ------------------ | ----------------- | -------------------------- | ---------------- | ----------------------------- |
| Tahiti             | –                 | 1–1                        | 4–0              | 2–2                           |
| Nuova Caledonia    | –                 | –                          | 7–0              | 1–1                           |
| Samoa              | –                 | –                          | –                | 0–8                           |
| Papua Nuova Guinea | –                 | –                          | –                | –                             |

#### Gruppo B
| Squadra        | Pt | G | V | N | P | GF | GS | DR |
| -------------- | -- | - | - | - | - | -- | -- | -- |
| Nuova Zelanda  | 9  | 3 | 3 | 0 | 0 | 9  | 1  | +8 |
| Isole Salomone | 3  | 3 | 1 | 0 | 2 | 1  | 2  | -1 |
| Figi           | 3  | 3 | 1 | 0 | 2 | 4  | 6  | -2 |
| Vanuatu        | 3  | 3 | 1 | 0 | 2 | 3  | 8  | -5 |

|                | Nuova Zelanda (bandiera) | Isole Salomone (bandiera) | Figi (bandiera) | Vanuatu (bandiera) |
| -------------- | ------------------------ | ------------------------- | --------------- | ------------------ |
| Nuova Zelanda  | –                        | 1–0                       | 3–1             | 5–0                |
| Isole Salomone | –                        | –                         | 0–1             | 1–0                |
| Figi           | –                        | –                         | –               | 2–3                |
| Vanuatu        | –                        | –                         | –               | –                  |

## Terzo round
Le 6 squadre sono divise in due gruppi da 3 squadre ciascuno con partite di andata e ritorno. I gironi sono stati sorteggiati l'8 luglio 2016 ad Auckland, Nuova Zelanda. Le prime classificate dei due gruppi passano all'ultimo turno, che consisterà in uno spareggio. Chi vincerà lo spareggio si qualificherà ad un ulteriore spareggio internazionale con la quinta classificata della zona CONMEBOL.

### Gruppo A
| Squadra         | Pt | G | V | N | P | GF | GS | DR |
| --------------- | -- | - | - | - | - | -- | -- | -- |
| Nuova Zelanda   | 10 | 4 | 3 | 1 | 0 | 6  | 0  | +6 |
| Nuova Caledonia | 5  | 4 | 1 | 2 | 1 | 4  | 5  | -1 |
| Figi            | 1  | 4 | 0 | 1 | 3 | 3  | 8  | -5 |

|                 | Nuova Zelanda (bandiera) | Nuova Caledonia (bandiera) | Figi (bandiera) |
| --------------- | ------------------------ | -------------------------- | --------------- |
| Nuova Zelanda   | –                        | 2 - 0                      | 2 - 0           |
| Nuova Caledonia | 0 - 0                    | –                          | 2 - 1           |
| Figi            | 0 - 2                    | 2 - 2                      | –               |

### Gruppo B
| Squadra            | Pt | G | V | N | P | GF | GS | DR |
| ------------------ | -- | - | - | - | - | -- | -- | -- |
| Isole Salomone     | 9  | 4 | 3 | 0 | 1 | 6  | 6  | 0  |
| Tahiti             | 6  | 4 | 2 | 0 | 2 | 7  | 4  | +3 |
| Papua Nuova Guinea | 3  | 4 | 1 | 0 | 3 | 6  | 9  | -3 |

|                    | Tahiti (bandiera) | Papua Nuova Guinea (bandiera) | Isole Salomone (bandiera) |
| ------------------ | ----------------- | ----------------------------- | ------------------------- |
| Tahiti             | –                 | 1 - 2                         | 3 - 0*                    |
| Papua Nuova Guinea | 1 - 3             | –                             | 1 - 2                     |
| Isole Salomone     | 1 - 0             | 3 - 2                         | –                         |

* a tavolino

## Play-off
Le due squadre vincitrici dei rispettivi gironi disputano uno spareggio. L'andata si è disputata il 1º settembre e il ritorno il 5 settembre 2017. La vincente si è qualificata allo spareggio Interzona contro la quinta classificata nel girone della CONMEBOL.
| Squadra 1     | Totale | Squadra 2      | Andata | Ritorno |
| ------------- | ------ | -------------- | ------ | ------- |
| Nuova Zelanda | 8 - 3  | Isole Salomone | 6 - 1  | 2 - 2   |

| Arbitro: | Norbert Hauata |

|                                                                |           |                     |
| Wood 18’, 36’, 90+3’ Barbarouses 39’ Thomas 56’ McGlinchey 81’ | Marcatori | 53’ (rig.) Fa'arodo |

| Arbitro: | Abdulrahman Al-Jassim |

|                                          |           |                              |
| Lea'alafa 28’ (rig.) Fa'arodo 78’ (rig.) | Marcatori | 14’ Bevan 21’ (aut.) Aengari |